# Michu
Miguel Pérez Cuesta, més conegut com a Michu, (Oviedo, 21 de març de 1986) és un exfutbolista espanyol. Jugava de centrecampista i davanter, i el seu darrer equip fou el Reial Oviedo.
Ha jugat al S.S.C. Napoli de la Serie A d'Itàlia.

## Palmarès

### Campionats estatals

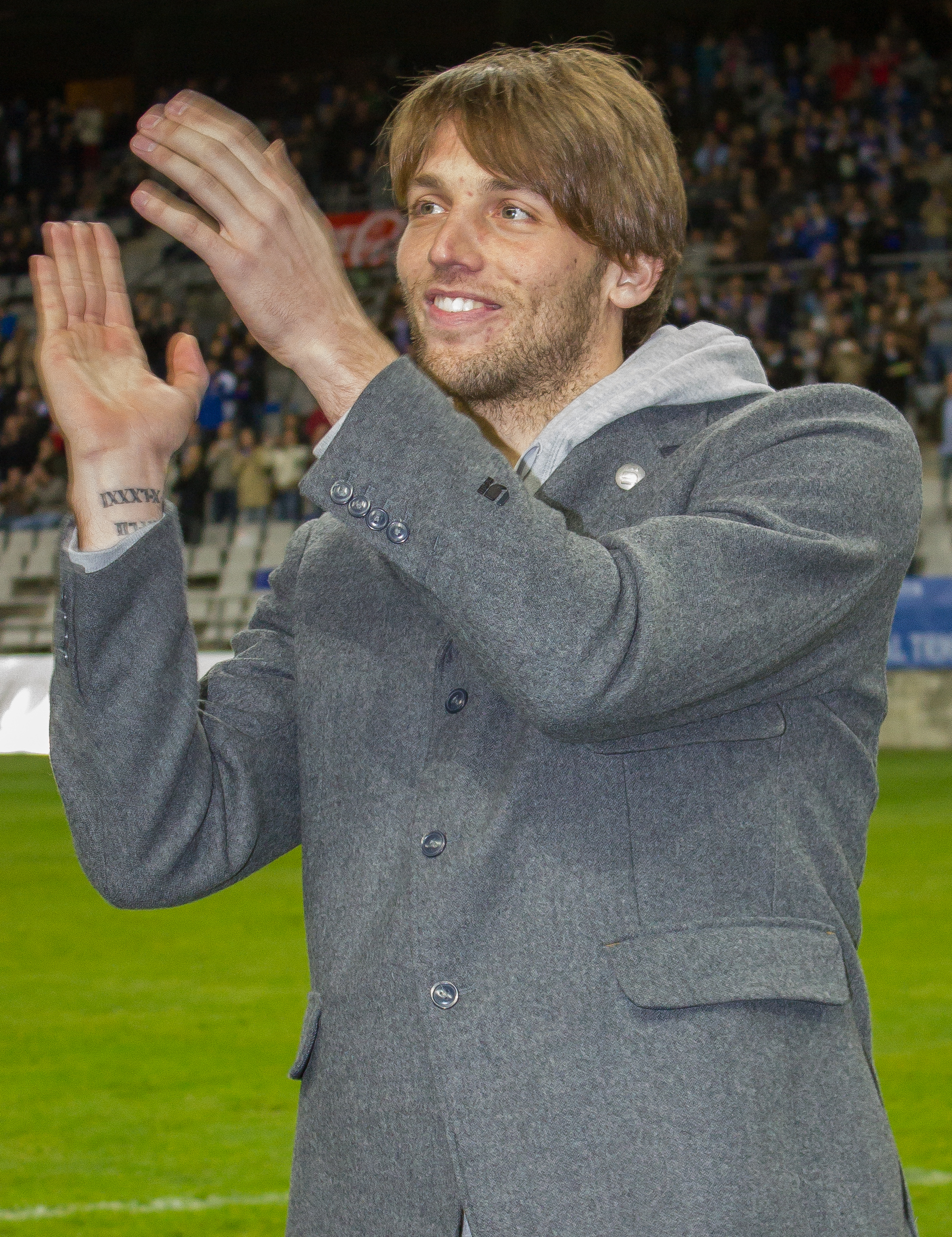
Michu

| Títol                     | Club         | País    | Any     |
| ------------------------- | ------------ | ------- | ------- |
| Tercera Divisió (Grup II) | Reial Oviedo | Espanya | 2003/04 |
| Tercera Divisió (Grup II) | Reial Oviedo | Espanya | 2004/05 |